# Hydroeciodes leucopis
Hydroeciodes leucopis är en fjärilsart som beskrevs av George Francis Hampson 1903. Hydroeciodes leucopis ingår i släktet Hydroeciodes och familjen nattflyn. Inga underarter finns listade i Catalogue of Life.